# Erik II. Norský
Erik II. Magnusson, zvaný Nepřítel kněží (norsky Eirik prestehater) (1268 – 15. července 1299, Bergen) byl v letech 1280–1299 norský král.

## Biografie

### Původ, mládí
Erik byl starší ze dvou synů norského krále Magnuse VI. a jeho manželky, dánské princezny Ingeborg, dcery dánského krále Erika Plogpenninga a jeho manželky Juty Saské. Narodil se ovšem až jako třetí ze čtyř synů královského páru, jeho starší dva bratři však již v útlém věku zemřeli. Jeho matka byla pravnučkou Albrechta I. Medvěda, jenž byl přímým prapravnukem Olafa II. Svatého (995–1030). V mateřské linii byl tedy Erik potomkem tohoto legendárního krále a v jeho osobě se Olafovi potomci navrátili na norský trůn.
Po smrti svého otce (9. května 1280) byl 2. července roku 1280, ve svých dvanácti letech, v Bergenu korunován norským králem. Pro jeho nízký věk ovšem za něj vládli jeho rádcové, mezi něž patřila i jeho matka, královna-vdova Ingeborg.

### Manželství a potomci
O rok později, v roce 1281, se oženil se skotskou princeznou Markétou, dcerou skotského krále Alexandra III. Sňatek plánoval jeho otec Magnus VI. již řadu let předtím se záměrem zlepšit vztahy se Skotskem. Markéta však zemřela dva roky po svatbě, v roce 1283, patrně při nebo záhy po porodu jejich jediné dcery:
- Markéta, zvaná Norská panna (1283–1290), titulární skotská královna. (Po smrti Alexandra III. v roce 1286 byla tříletá Markéta skotskými barony uznána za skotskou královnu a měla nastoupit na skotský trůn, zemřela však jako šestiletá při plavbě kolem Orknejských ostrovů).

V roce 1283 měl Erik dvě nehody při jízdě na koni. Zůstal po nich chromý a pravděpodobně i s určitým poškozením mozku.
Až o deset let později, 25. září roku 1293 se oženil s další skotskou princeznou Isabelou Bruce, dcerou Roberta Bruce, lorda Annandale († 1304) a sestrou prvního skotského krále z dynastie Bruce Roberta I. Z manželství se narodila další dcera:
- Ingeborg (1297–1357), švédská princezna a finská vévodkyně, manželka finského vévody Valdemara Magnussona;

### Vláda
Králem se Erik stal ve svých dvanácti letech, po smrti svého otce (9. května 1280). Pro jeho nízký věk ovšem za něj i po korunovaci 2. července roku 1280 vládla skupina jeho rádců (Královská rada), mezi něž patřila i jeho matka, královna-vdova Ingeborg; jeho rozhodnutí byla i poté, co dosáhl v 15 letech plnoletosti, vždy ovlivněna jeho rádci, kteří značně rozšířili privilegia církve v Norsku.
Po převzetí samostatné vlády nicméně Erik značně práva norské katolické církve omezil a získal kvůli značně napjatým vztahům s ní přídomek Nepřítel kněží (prestehater) kvůli nevelmi přátelským vztahům s norskou církví; to však ve skutečnosti bylo odrazem rivality kléru a šlechty, jež soupeřily o moc a vládu.
Za Erikovy vlády Island, který se do té doby jako norská provincie těšil jisté autonomii, ztratil svou samostatnost. Králův bratr Haakon (budoucí král Haakon V.) vládl z jeho pověření jižní části země. Společně pak vedli válku s Dánskem a s Hanzou. Král – pravděpodobně v souvislosti se sporem ve věci nároků jeho matky na dědictví v Dánsku – podporoval bandity, kteří (jako např. Stig Andersen Hvide) pustošili dánské pobřeží po smrti dánského krále Erika Klippinga.

### Smrt a odkaz
Erik II. Norský zemřel v Bergenu mezi 13. a 15. červencem roku 1299 a byl pohřben ve starém bergenském kostele, který byl roku 1531 zbořen.
Protože nezůstavil mužských potomků, nastoupil po něm na norský trůn jeho mladší bratr Haakon jako král Haakon V. Norský Protože však syny neměl ani on, znamenala jeho smrt konec norských Ynglingů a Norsko ztratilo svou nezávislost až do roku 1905.